# Newfoundlandshund
Newfoundlandshunden är en hundras från ön Newfoundland vid Kanadas ostkust. Den är av molossertyp och räknas till bergshundarna med vilka den är besläktad, men den har aldrig använts som boskapsvaktare. Istället har den varit vattenapportör av redskap, räddningshund i vatten, klövjehund och draghund vid bland annat postbefordran. Idag är den framför allt sällskapshund.

## Historia
Det finns flera teorier om hur newfoundlandshundens förfäder kom till Newfoundland. Till de populäraste men också mest fantasifulla hör att de skulle härstamma från Leif Erikssons (cirka 970 - cirka 1020) hundar och således vara besläktade med den utdöda svenska dalbohunden. När italienaren John Cabot (cirka 1450 - cirka 1499) återupptäckte Newfoundland 1497, så rapporterade han ingenting om stora hundar. På den arkeologiska lokalen L'Anse aux Meadows där en vikingatida boplats hittades 1960, så har inga hundfynd gjorts. Engelsmannen Richard Whitbourne (1579–1628) beskrev 1615 ursprungsfolket beothukernas hundar som varglika.
Andra spekulationer är att newfoundlandshunden skulle härstamma från den tibetanska mastiffen. Antingen skulle denna ha kommit över Beringlandbryggan med paleoamerikaner cirka 10 000 f.v.t. på samma sätt som polarhundarna, eller också skulle vikingarnas hundar ha släktskap med den tibetanska mastiffen genom deras resor i österled. De äldsta beläggen för molosserhundar är dock från Assyrien och som äldst cirka 2 000 f.v.t. När det gäller vikingarnas hundar så finns fragment som antyder släktskap med romarnas doggar från Brittiska öarna, inget om att de skulle kommit österifrån. Anhängare av dessa spekulationer glömmer att newfoundlandshundens nuvarande storlek och massa är resultatet av avelsarbete i Storbritannien under 1800-talet.
Portugiser, spanjorer, basker, fransmän och britter började fiska utanför Newfoundland redan på 1500-talet. Den mest accepterade teorin om newfoundlandshundens ursprung är att den härstammar från de hundar av varierande raser som fördes med på båtarna. Bland annat tror man att pyrenéerhund och pyreneisk mastiff ingår. 1775 var första gången hundarna kallades the Newfoundland dogs. De äldsta bilderna på newfoundlandshundar visar en heterogen hundtyp med stora variationer i päls, exteriör och storlek. Det fanns även en mindre variant, St. John's Dog, som ingår i retrievrarnas härstamning. Till de äldsta kända bilderna av newfoundlandshundar hör ett kopparstick av Thomas Bewick (1753–1828) från 1790, en teckning av Sydenham Edwards (1768-1819) från 1800 och en målning från 1803 av Ramsay Richard Reinagle (1775–1862).
Dagens newfoundlandshund, även samtliga i Nordamerika och på själva Newfoundland, är resultatet av avel i Storbritannien under 1800-talet. För att få upp storleken till dagens björnlikhet korsade man in sankt bernhardshund och mastiff och genom traditionell linjeavel gjorde man typen homogen. 1886 bildades den engelska rasklubben och den första rasstandarden skrevs. Under den viktorianska eran var newfoundlandshunden på modet, bl.a. som barnvakt. Hunden Nana i J.M. Barries (1860-1937) "Peter Pan" från 1904 är en newfoundlandshund. Under första världskriget var rasen nära att dö ut. 1923 fanns endast 23 individer registrerade i Storbritannien. De första newfoundlandshundarna kom till Sverige redan i slutet av 1800-talet.

## Egenskaper
Newfoundlandshunden är känd för sitt mjuka temperament, lojalitet och naturliga instinkt för att rädda människor och djur ur vattnet. I USA och Storbritannien kallas den för "the gentle Giant", den vänlige jätten.
På Newfoundland användes hundarna till att frakta fisk inåt land. Hundteam drog slädar med timmer och bidrog till koloniseringen av Newfoundland. Hästar var få och dyra att få tag på. Newfoundlandshunden blev allt mer uppskattad då den var en duktig simmare. Fiskebåtar hade newfoundlandshundar för att dra in linor och nät till land och vid behov rädda sjömän som fallit överbord. Även idag används newfoundlandshunden som livräddare på badstränder i flera länder. För rasen finns ett särskilt vattenprov i livräddning.
Nu för tiden används newfoundlandshunden mest som sällskapshund men i många länder arbetar den som räddningshund och terapihund.

## Utseende
Pälsen får vara svart, brun eller vit med svart teckning. Huvudet ska helst vara svart. På svarta och bruna hundar får tassarna, bröstet och svanstippen vara vita. I USA är även grå päls tillåten. En newfoundlandshund ska ha simhud mellan tårna och tjock, tät och vattenavstötande dubbelpäls. Den vit/svarta varianten kallas i USA och Storbritannien för Landseer efter konstnären Sir Edwin Landseer. I Europa är landseer en egen ras. Mankhöjden för hanhundar är ca 71 cm och för tikar ca 66 cm. Genomsnittsvikten för hanar är 68 kg och för tikar 54 kg.

### Skötsel

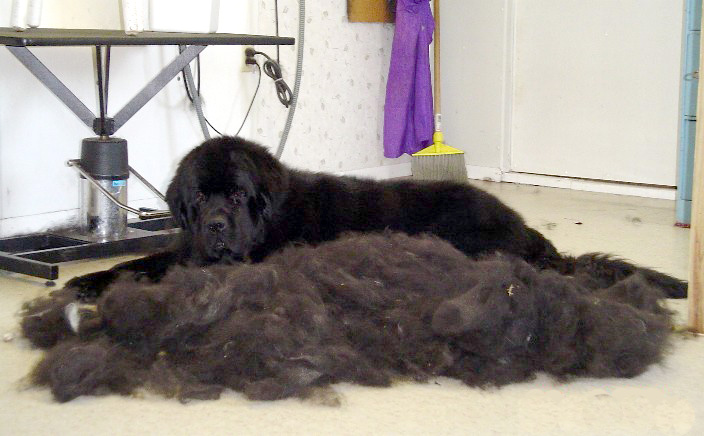
Newfoundlandshund som har fått sin underull urkammad

På grund av sin storlek så behöver newfoundlandshunden mycket mat, speciellt under den intensiva tillväxten det första året. När hunden är fullvuxen vid tre års ålder så minskar ämnesomsättningen med cirka tio procent vilket gör att man får anpassa födointaget efter hunden och hur aktiv den är. Som alla hundar så mår den bra om ägaren aktiverar den och blir inte alls någon soffpotatis vilket kan hända om ägaren föredrar att sitta stilla.
Pälsen är vattenavstötande och så kallad dubbelpäls med en mjuk och tät underull. Täckhåret är rakt eller lätt vågigt. Pälsen kräver regelbunden vård med kamning och borstning. Minst en gång per vecka bör pälsen kammas igenom och gärna en kortare genomgång varje dag. Det blir annars lätt tovor, speciellt om hunden badar mycket. Efter badet är det viktigt att torka pälsen så mycket det går. Det tar ändå lång tid innan pälsen är riktigt torr. Skräp i form av småkvistar och gräs fastnar lätt i hundens päls på baksidan av benen och är lättast att få bort strax efter skogspromenaden. Hunden fäller underullen på våren/försommaren då vinterpälsen byts mot sommarpäls. För att inte då få stora drivor av hundhår, visserligen mjukt och lätt att plocka upp, krävs daglig genomkamning och plockning av underull.

## Hälsa

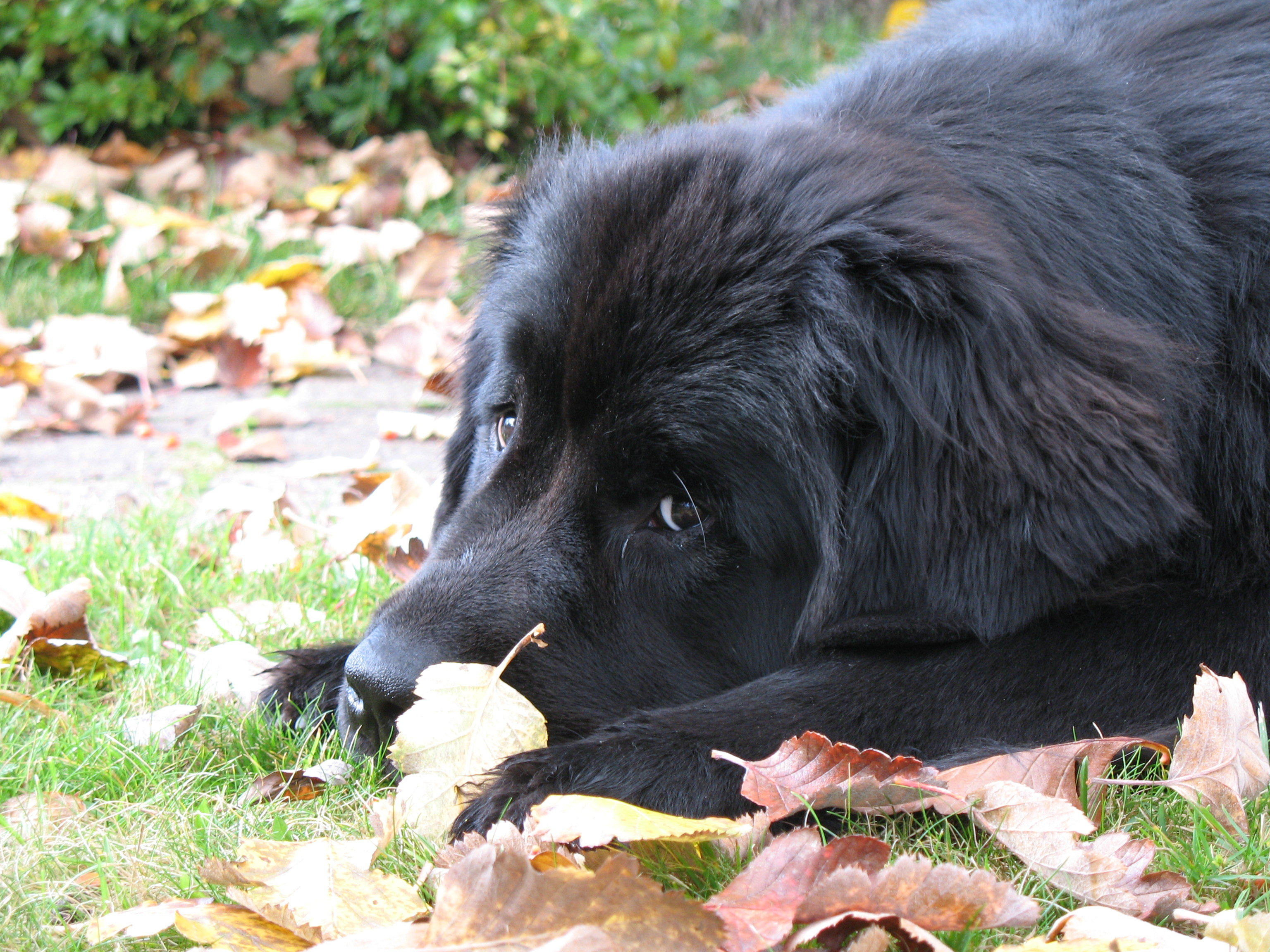
Newfoundlandsvalp

Som alla stora hundar så kan även newfoundlandshunden få problem med höft- och armbågsleder. Cirka 54 procent av i Sverige födda och röntgade hundar är helt fria från höftledsdysplasi och ungefär 68 procent fria från dysplasi i armbågarna. Newfoundlandshunden kan i vissa fall vara född med subvalvulär aortastenos (blåsljud på hjärtat) vilket kan leda till döden i tidig ålder. Cystinuri (besläktat med njursten) är en genetisk åkomma med stenbildning i urinen som kan leda till besvär hos framför allt hanhundar. I Sverige används endast avelsdjur med fria höfter och armbågar eller med bara lätt dysplasi hos ena hunden.

## Berömda newfoundlandshundar
Det finns otaliga historier om newfoundlandshundar som räddat människor ur vattnet både på kommando och spontant. Swansea Jack räddade 27 människor och två hundar från att drunkna under sin sjuåriga levnad i Swansea i södra Wales.[källa behövs] När  Napoleon försökte fly från Elba föll han överbord men skall enligt historien ha räddats av en newfoundlandshund som tillhörde sjömännen som förföljde honom. En av de mer kända newfoundlandshundarna är Seaman som följde med sin husse Meriwether Lewis på Lewis och Clark expeditionen över nordamerikanska kontinenten. Han var till sådan nytta för expeditionen att man inte kunde tänka sig att sälja honom till urprungsbefolkningen som ville köpa honom.[källa behövs]
Under de båda världskrigen användes även newfoundlandshundar som en del i krigsansträngningen, främst som starka draghundar. En av dessa hundar var Gander som följde med sitt regemente Royal Rifles från Kanada till striderna i Hongkong 1941. Han hjälpte till att slå tillbaka japanska soldater vid tre tillfällen. Den sista gången tog han upp en kastad japansk handgranat och sprang med den mot fienden. Gander dog i explosionen men räddade på det sättet flera sårade kanadensiska soldater.  Han erhöll år 2000 postumt Dickin-medaljen som delas ut till hundar som gjort extraordinära insatser.

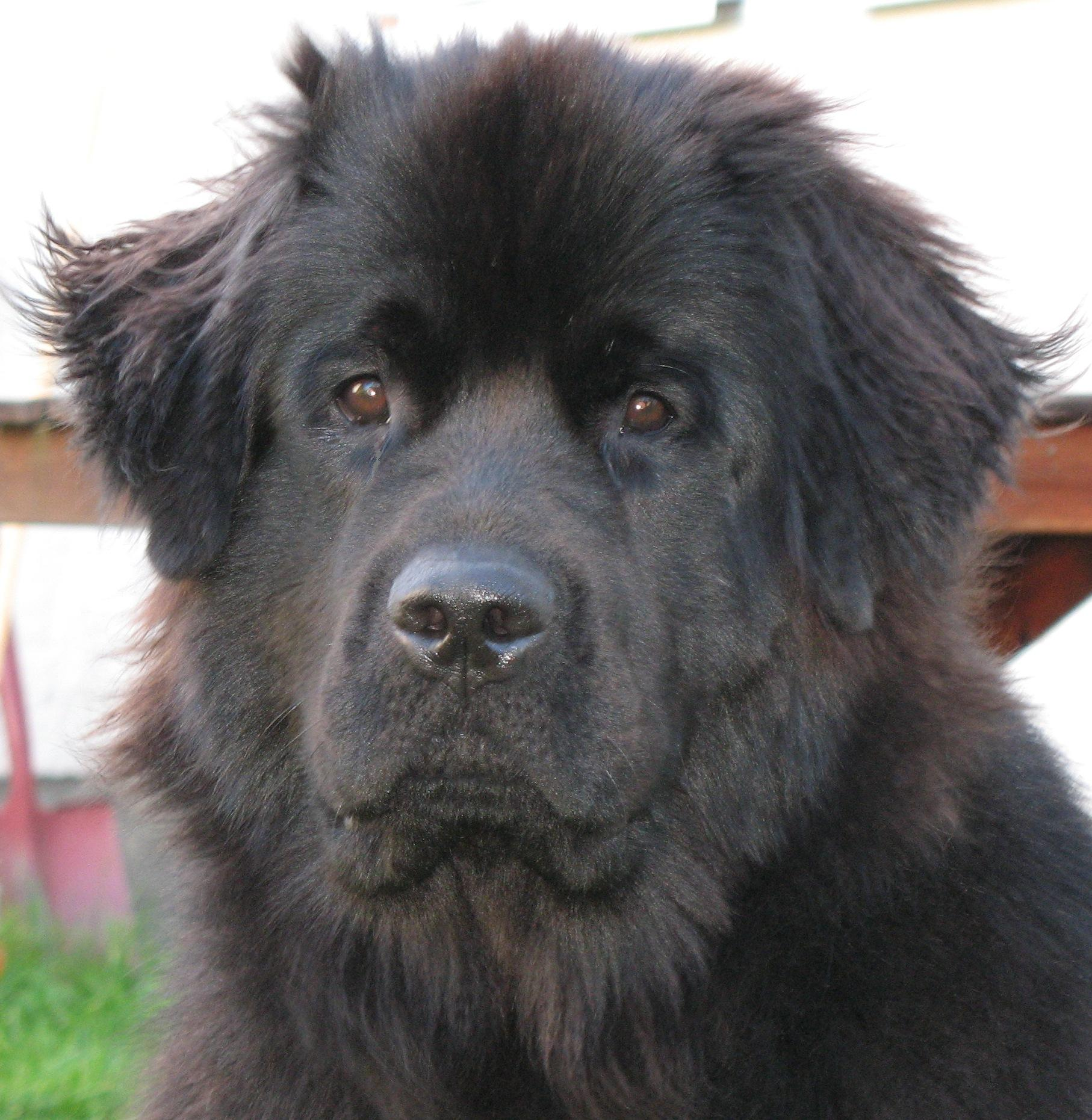
Newfoundlandshund